# Стіг Свенссон
Стіг Свенссон (швед. Stig Svensson; 1914 — 21 лютого 2004) — шведський футбольний тренер і функціонер. Тренував клуб «Естерс» з Векше, а з 1947 по 1989 роки займав посаду президента клубу. Батько Томмі Свенссона, колишнього гравця і тренера збірної Швеції, дід Йоахіма Бйорклунда, шведського футболіста.

## Кар’єра
Майже все життя Стіга Свенссона було пов’язане з клубом «Естерс» з Векше, невеликого міста на півдні Швеції. Стіг Свенссон почав грати за «Естерс» в 1933 році, але в 1937 мусив закінчити кар’єру гравця внаслідок травми, і замість цього став тренером того ж клубу. Посаду тренера, а потім — президента «Естерс» Свенссон займав понад 50 років, внаслідок чого клуб придбав неформальну назву «клуб Свенссона», а його самого часто називали «містер Естерс». Після Другої світової війни Свенссона було призначено президентом клубу; під його керівництвом клуб відразу почав прогресувати. В 1947 році «Естерс» здобув перемогу в тодішньому третьому дивізіоні чемпіонату Швеції. В 1958 році він переміг в другому дивізіоні, але в кваліфікаційних матчах за право потрапити до першого дивізіону (на той час — вищої футбольної ліги Швеції) виступив невдало. В 1967 році «Естерс» знову став переможцем у другому дивізіоні і здобув право грати в шведській вищій лізі — Аллсвенскан. Вже в першому сезоні виступів в Аллсвенскан в 1968 році «Естерс» здобув перемогу, ставши чемпіоном Швеції.
Після 1968 року «Естерс» під керівництвом Свенссона ще тричі здобував титул чемпіона Швеції (в 1978, 1980 і 1981 роках), в 1977 році він вигравав Кубок Швеції. 
Стіг Свенссон — батько Томмі Свенссона, відомого шведського футболіста 1970-х років і футбольного тренера, під керівництвом якого збірна Швеції зробила сенсацію на чемпіонаті світу 1994 року, посівши третє місце. До футбольної династії Свенссонів належить також внук Стіга Свенссона Йоахім Бйорклунд, а також двоє його зятів — Калле Бйорклунд (колишній гравець «Естерс») і Карл-Аксель Блумквіст. Його другий син, Петер Свенссон — відомий музикант, гітарист шведської групи "The Cardigans".